# Louis de Guise (1527–1578)
Louis de Guise (ur. 21 października 1527 w Joinville, zm. 29 marca 1578 w Paryżu) – francuski kardynał.

## Życiorys
Urodził się 21 października 1527 roku w Joinville, jako syn Klaudiusza de Guise i Antoniny de Burbon (jego rodzeństwem byli: m.in. Maria, Franciszek i Charles). W młodości został ojcem Anne d’Arne. 11 maja 1545 został wybrany biskupem Troyes, jednak pozostał w randze administratora apostolskiego do czasu osiągnięcia wieku kanonicznego. W 1550 roku został przeniesiony do diecezji Albi i pozostał nim do roku 1561. 22 grudnia 1553 roku został kreowany kardynałem diakonem i otrzymał diakonię San Tommaso in Parione. W 1561 roku został arcybiskupem Sens, zarządzając archidiecezją przez rok w randze administratora apostolskiego. 24 marca 1568 roku został podniesiony do rangi kardynała prezbitera zachowując swój kościół tytularny na zasadzie pro hac vice. W tym samym roku został biskupem Metz, a 1 kwietnia 1571 roku przyjął sakrę. Cztery lata później koronorał Henryka III. Zmarł 29 marca 1578 roku w Paryżu.